# اليوم العالمي للنحل

يحتفل باليوم العالمي للنحل في 20 من مايو. حيث يصادف هذا اليوم ميلاد الرائد في تربية النحل انتون جانس. الغرض من هذا اليوم هو التعرف على دور النحل والملقحات الأخرى في النظام البيئي. وافقت الدول الأعضاء في الأمم المتحدة على اقتراح سلوفينيا بإعلان يوم 20 مايو اليوم العالمي للنحل في ديسمبر 2017.

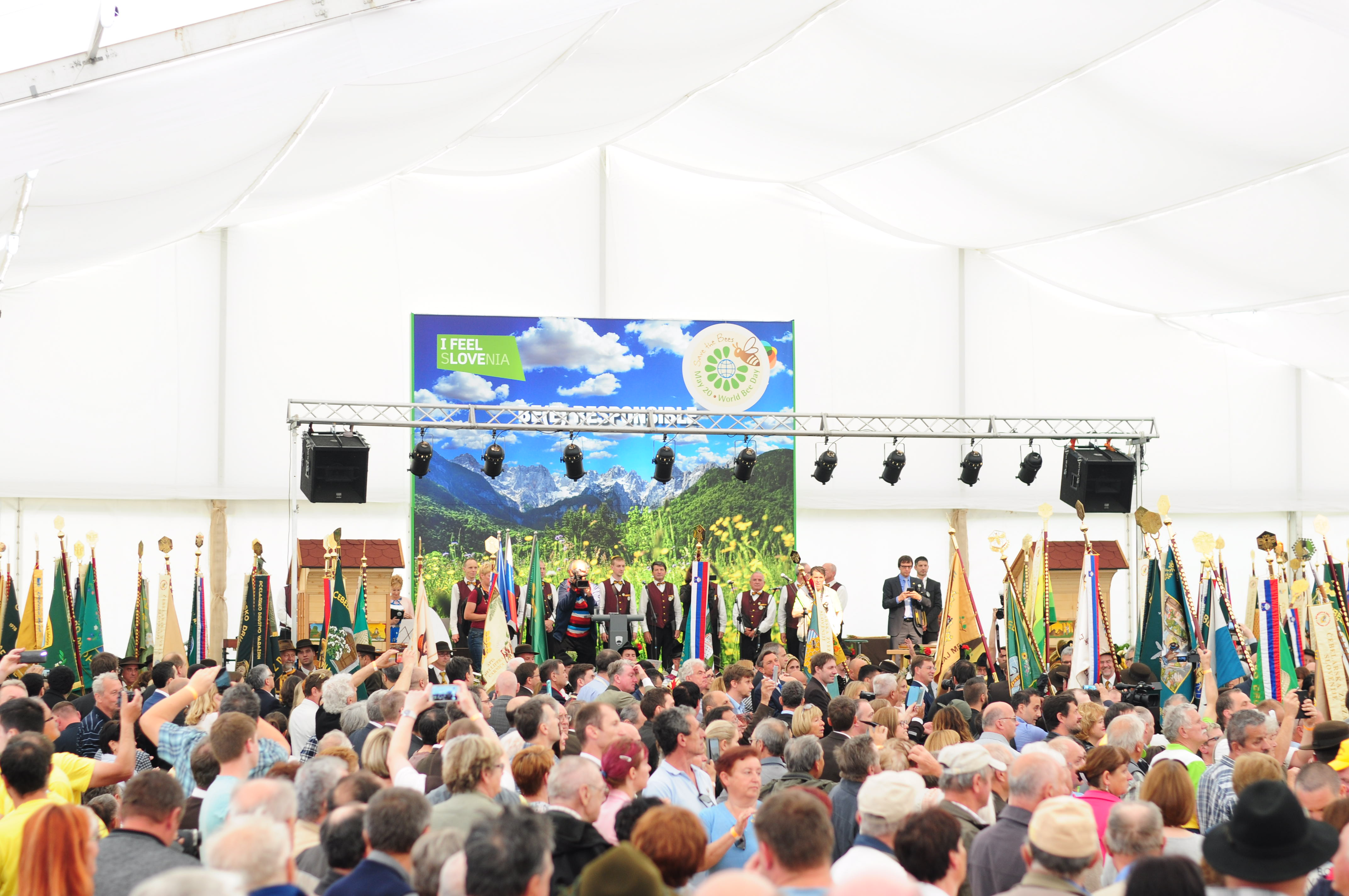
اليوم العالمي للنحل في سلوفينيا عام 2018

## روابط خارجية
- الموقع الرسمي